# Pacorus van Armenië
Pacorus van Armenië of Bakur was koning van Armenië van 161 tot 163. Hij was een zoon van de Parthische koning Vologases IV.
Als jongeling groeide hij op in Rome. Toen zijn vader het Romeinse Rijk aanviel zette hij Pacorus op de Armeense troon. Lang duurde zijn regeerperiode niet. Keizer Lucius Verus zette hem af en plaatste de vorige koning Sohaemus terug. Vermoedelijk werd hij meegenomen naar Rome, waar later zijn grafsteen is teruggevonden.